# Jacques Pessis
Jacques Pessis, född 4 juni 1950, är en fransk journalist, författare, manusförfattare, skådespelare och filmregissör.